# Pagaran Batu
Pagaran Batu is een bestuurslaag in het regentschap Padang Lawas Utara van de provincie Noord-Sumatra, Indonesië. Pagaran Batu telt 524 inwoners (volkstelling 2010).